# John Doggett
John Jay Doggett (ur. 4 kwietnia 1960 w Atlancie) − fikcyjny bohater serialu Z Archiwum X, agent specjalny FBI grany przez aktora Roberta Patricka.

## Opis postaci
Doggett urodził się nie w samej Atlancie, a w pobliskim małym miasteczku Democrat Hot Springs. Nic nie wiadomo o jego dzieciństwie. W 1977 roku wstąpił do marines, gdzie służył razem z Knowlem Rohrerem i Shannon McMahon. W 1983 roku po misji z Libanie odszedł ze służby i studiował administrację publiczną na Syracuse University. Prawdopodobnie w tym czasie poznał swoją żonę, Barbarę. 9 stycznia 1986 roku urodził się ich syn – Luke. Rok później John wstąpił do nowojorskiej policji, gdzie pracował do 1995 roku. W tym okresie przeżył swoją największą tragedię – 13 sierpnia 1993 roku jego 7-letni syn został zamordowany. Z tego powodu rozwiódł się z żoną. To właśnie przy sprawie zabójstwa Luke'a poznał swoją przyszłą partnerkę – Monicę Reyes. W 1995 roku wstąpił do FBI.
W 2000 roku został przydzielony, przez dyrektora Kersha do Archiwum X. Miał za zadania odnaleźć Muldera. Po jego odnalezieniu i zwolnieniu z FBI, Doggett zostaje na stałe przydzielony do Archiwum X. Po odejściu Dany na urlop macierzyński, dołącza do niego Monica Reyes. Doggett jest bardzo sceptycznie nastawiony na zjawiska paranormalne, jednak po odnalezieniu kilku dowodów i potyczkach z super-żołnierzami jest gotów uwierzyć. W 17. odcinku dziewiątego sezonu udało mu się w końcu rozwiązać, nękającą go przez lata, sprawę śmierci jego syna, a winny tej zbrodni został ukarany. John zeznawał także na procesie Muldera i później pomógł jemu i Scully uciec.
Bardzo lubi agentkę Scully i pozostaje z nią w przyjaznych relacjach. Jest związany emocjonalnie ze swoją partnerką, Monicą Reyes.